# Vinliden
Vinliden är en ort cirka 4,2 mil väster om Lycksele utefter Vilhelminavägen i Lycksele kommun.
Byn består av ett hundratal hus där det bor både bofasta och sommar- eller helgboende. Det finns 24 personer äldre än 16 år som är permanentboende.[källa behövs] På sin storhetstid, på 1950-talet, fanns det tre affärer, bensinmack, två bönhus och kyrka. Kyrkan är idag privatägd och exteriört bevarad. Lycksele församling firar gudstjänst i Vinliden 2-3 gånger per år och då håller man till i gamla skolan, som ägs av byns intresseförening. 
Intresseföreningen ansvarar för byastugan, det före detta skolhuset. Där finns möjlighet till övernattning, 9 bäddar. Den gamla byaskolan brann ned till grunden den 15 november 2023.